# 笛滝
笛滝（ふえたき）は、秋田県八峰町にある滝である。
秋田と青森県境に近い小さな滝であるが、伝説が残されている。江戸時代の文人・菅江真澄はこの滝に魅せられ2度訪れており、絵を描いたり、一日中滝を見て過ごしたりしている。

## 伝説
昔、この滝に向かって笛を吹く若者がいた。若者に心を動かされた滝の女神は密かに、若者に水の音に託して曲を贈っていた。若者も滝に心を奪われ、恋人の雪のことすら忘れてしまう。女神の幻惑に惑わされていることを知らぬ雪は、恋人の心変わりを嘆き、波の彼方に行ってしまう。
若者の笛の音は次第に悲しみと苦しみを含むようになった。幾日も磯辺に立つ若者はついに立石となった。滝の女神は天の秘曲を伝えた罪で竜に姿を変えられ、下界に落とされた。竜になった女神は十二の湖を造りそこに住んだが癒されず、ある夜つむじ風と共に飛び去っていった。
笛を吹こうとする人は滝の水が落下する磯辺に立ち、寝ずに一晩笛を吹いて滝の神に手向けると夜半に白髪の老人が現れて秘曲を授けるという。

## 神社
滝の下には蔦沢神社があり九頭竜大権現が祀られている。六角の御前には不動尊が、笛滝の傍らには石像の滝不動が、鉄道と国道に近くにはもう一つの御堂があり竜神が祀られている。

## アクセス
道の駅はちもりから青森県側に約500m移動した場所に駐車スペースがある。そこから、五能線の線路を越えると鳥居があり。坂道を5分ぐらい下ると笛滝がある。 